# Bündnis für sexuelle Selbstbestimmung
Das Bündnis für sexuelle Selbstbestimmung ist eine Projektgruppe von über 30 verschiedenen Verbänden, Institutionen und Netzwerken, die sich vor allem gegen Bestrebungen zur Kriminalisierung von Schwangerschaftsabbrüchen einsetzt. Schwerpunkt der Aktivitäten des Bündnisses bildete bisher der Marsch für das Leben, eine regelmäßig in Berlin stattfindende Demonstration der Lebensrechtsbewegung.

## Ziele und Forderungen
Zu den Zielen des Bündnisses für sexuelle Selbstbestimmung gehört die Durchführung einer regelmäßigen Kundgebung anlässlich des jährlichen Marsches für das Leben in Berlin, in welchem, laut einer Erklärung des Bündnisses aus dem Jahr 2013, die Teilnehmer „ein reaktionäres, christlich-fundamentalistisches Weltbild [vertreten], in dem der Schwangerschaftsabbruch als eine ‚vorgeburtliche Kindstötung‘ dargestellt wird. Der dort vertretene Begriff des ‚Lebensschutzes‘ beinhaltet die totale Kontrolle über Frauen und die Rekonstruktion der ‚alten Ordnung‘ mit der ‚heiligen Familie‘.“
Zu den ebenfalls in der Erklärung formulierten Forderungen gehört unter anderem die Streichung des § 218 aus dem Strafgesetzbuch, die kostenfreie Vergabe der Pille danach sowie eine bessere „soziale und ökonomische staatliche Unterstützung und vor allem die notwendige Infrastruktur“ für alle Menschen, die sich für ein Kind entscheiden.

## Mitglieder und öffentliche Unterstützung
Dem Bündnis gehören rund 30 Organisationen an, darunter der Humanistische Verband Deutschlands, der Lesben- und Schwulenverband Berlin-Brandenburg, Pro Familia, die Gewerkschaft Erziehung und Wissenschaft, Terre des Femmes, der Bund demokratischer Wissenschaftlerinnen und Wissenschaftler sowie parteipolitische Gruppen von SPD, DIE LINKE und Bündnis 90/Die Grünen. Mehrere Abgeordnete des Deutschen Bundestages und Mitglieder des Abgeordnetenhauses von Berlin unterstützen offiziell die Ziele des Bündnisses. Am 20. September 2014 würdigte der damalige Regierende Bürgermeister von Berlin, Klaus Wowereit, die Arbeit des Bündnisses mit einem Grußwort. „Frei und selbstbestimmt über die eigene Familienplanung entscheiden zu können: Dafür haben Generationen von Frauen gekämpft. Dazu sollte sich unsere Gesellschaft auch heute und in Zukunft ohne Wenn und Aber bekennen“, so Wowereit. Wowereits Amtsnachfolger Michael Müller sagte in seinem Grußwort zur Bündnis-Veranstaltung im Jahr 2015: „Eine freiheitliche Gesellschaft darf niemanden bevormunden.“

## Entstehung
Das Bündnis ist im Jahr 2013 auf Initiative des Humanistischen Verbandes Deutschlands entstanden. Im Vorjahr war gemeinsam mit drei weiteren Organisationen mit einem Tätigkeitsschwerpunkt beim Thema der Reproduktiven Gesundheit und Reproduktiven Rechte zu einer Kundgebung am Brandenburger Tor in Berlin aufgerufen worden.